# Jaźwiny-Polesie
Jaźwiny-Polesie – obecnie część lasu, dawniej wieś w Polsce, położona w województwie świętokrzyskim, w powiecie staszowskim, w gminie Rytwiany.
Występuje w zestawieniu obiektów fizjograficznych i w geoportalu jako Jaźwiny, część lasu.
W latach 1975–1998 miejscowość administracyjnie należała do województwa tarnobrzeskiego.

## Historia
Wieś wymieniana w Słowniku geograficznym Królestwa Polskiego i innych krajów słowiańskich pod koniec XIX wieku.
Jaźwiny-Polesie w 1886 roku wchodziły w skład gminy Osiek, z urzędem we wsi Osieczko. Gminę zamieszkiwało 6070 mieszkańców (w tym, aż 39,9% pochodzenia żydowskiego, tj. 539 żydów) i 17 916 mórg (w tym ziemi dworskiej 6525 mórg). Sądem okręgowym dla gminy był ówczesny III Sąd Okręgowy w Łoniowie; z kolei stacja pocztowa znajdowała się w Staszowie. W skład gminy wchodziły wówczas (jeszcze) następujące wioski: Długołęka, Dzięki, Lipnik, Łęg, Osieczko, Osiek, Pliskowola, Strzegom i Suchowola.
W 1893 roku ówczesna parafia Wiązownica należała do ówczesnego dekanatu sandomierskiego (dawniej do dekanatu staszowskiego) i liczyła wówczas 2899 osób. Ponadto do parafii należała filia w Strzegomiu, tj. parafia pw. św. Andrzeja Apostoła.

## Demografia
Według pierwszego, po odzyskaniu niepodległości przez państwo polskie po I wojnie światowej spisu powszechnego ludności z 30 września 1921 roku Jaźwiny-Polesie zamieszkiwało 7 osób narodowości polskiej i wyznania rzymskokatolickiego, w tym: 4 mężczyzn i 3 kobiety.